# Wolverhampton
Wolverhampton es una ciudad y municipio metropolitano del condado de las Tierras Medias Occidentales en la Región de las Tierras Medias Occidentales de Inglaterra en el Reino Unido, que formaba parte del condado tradicional de Staffordshire. En el censo de 2011 tenía una población de 249 470 habitantes.
Históricamente parte de Staffordshire, la ciudad creció inicialmente como una ciudad comercial especializada en el comercio de la lana. En la Revolución industrial, se convirtió en un centro importante para la minería del carbón, la producción de acero, la fabricación de cerraduras y la fabricación de automóviles y motocicletas. La economía de la ciudad aún se basa en la ingeniería,incluida una gran industria aeroespacial, así como en el sector servicios. Es conocida por ser la cuna del ex integrante de One Direction, Liam Payne.

## Topónimo
La ciudad fue nombrada a partir de su fundadora Wulfruna, quien fundó la ciudad en el año 985, a partir del término anglosajón Wulfrūnehēantūn (Wulfrun alto o zona principal de cultivo). Antes de la conquista de los normandos, Wolverhampton aparece mencionado como Heantune o Hamtun, mientras que el prefijo Wulfrun aparece a partir del año 1070. Otra teoría dice que el nombre podría ser derivado de la palabra Wulfereēantūn (Wulfhere alto o zona principal de cultivo) a partir del rey Wulfhere de Mercia quien, según la tradición, estableció una abadía en el año 659, aunque no se han encontrado restos de la misma. Se puede encontrar la variación Wolveren Hampton en los registros medievales, como por ejemplo el de 1381.

## Historia
La tradición local declara que el rey Wulfhere de Mercia fundó una abadía de St Mary en Wolverhampton en 659.
Está documentado que fue en Wolverhampton donde tomó lugar la batalla definitiva entre los Anglos Medios y los Sajones del suroeste unificados contra la incursión de los daneses en el año 910, aunque las fuentes no aclaran si fue en Wednesfield o en Tettenhall. Los Mercianos y los Sajones del suroeste obtuvieron una victoria decisiva, y el campo de Woden es reconocido en muchas localidades en Wednesfield.
En el año 985, el rey Etelredo II el Indeciso concedió unas tierras conocidas como Heantun a lady Wulfruna por decreto real, y por lo tanto dando lugar al asentamiento.
En el año 994 se consagró en Wolverhampton un monasterio por el cual lady Wulfruna cedió tierras a Upper Arley, en Worcestershire, Bilston, Willenhall, Wednesfield, Pelsall, Ogley Hay (cerca de Brownhills), Hilton (cerca de Wall), Hatherton, Kinvaston, Hilton (cerca de Wolverhampton) y Featherstone, lugar donde se encuentra actualmente la iglesia St Peters. Fuera de la iglesia se puede ver una estatua de lady Wulfruna hecha por Sir Charles Wheeler.
Wolverhampton está registrado en el Libro de Domesday o Libro de Winchester en 1086 como parte del Centenar de Seisdon y del condado de Staffordshire. Los señores de la mansión están registrados como los cánones de St Mary (la iglesia cambió a San Pedro tras esto), cuyo teniente fue Samson, el capellán personal de Guillermo el Conquistador. Hasta la fecha, Wolverhampton es un gran asentamiento compuesto de 50 casas.
En 1179 se menciona un mercado ubicado en la ciudad, y en 1204 llegó a la atención del rey John que la ciudad no poseía un Decreto Real para colocarlo. Este decreto para celebrar un mercado semanal los miércoles fue concedido el 4 de febrero de 1258 por Enrique III de Inglaterra.
Se considera que en los siglos XIV y XV Wolverhampton era una de las principales ciudades en el comercio de lana, lo cual se puede comprobar hoy día al haber incluido un ovillo de lana en el escudo de la ciudad, y por las muchas callejuelas, sobre todo en el centro de la ciudad, que se llaman "Fold" ("pliegue" en inglés), como por ejemplo Blossom's Fold, Farmer Fold, Townwell Fold y Victoria Fold, así como Woolpack Street y Woolpack Alley.
En 1512, Sir Stephens Jenyns, nacido en Wolverhampton, un antiguo alcalde de Londres y dos veces maestro de la Excelentísima Compañía de Sastres Mercantes, fundó el Instituto de Wolverhampton, una de las escuelas activas más antiguas de Gran Bretaña.
A partir del siglo XVI, Wolverhampton se convirtió en el hogar de varias industrias metalúrgicas, incluyendo la fabricación de llaves y cerraduras y el manejo del hierro y el latón.
Wolverhampton sufrió dos grandes incendios: el primero en abril de 1590 y el segundo en septiembre de 1696. Ambos incendios empezaron en la actual calle de Salop Street. El primer incendio duró cinco días y dejó a cerca de 700 personas sin hogar, mientras que el segundo quemó 60 casas en las primeras cinco horas. Este segundo fuego llevó a comprar el primer camión de bomberos de la ciudad en septiembre de 1703.
El 27 de enero de 1606, dos granjeros, Thomas Smart y John Holyhead, de Rowley Regis, fueron ejecutados en High Green, ahora Queen Square, por hospedar a dos Conspiradores de la Pólvora, Robert Wintour y Stephen Littleton, quienes habían huido hacia las Tierras Medias. Aunque la pareja no participó directamente en la conspiración principal, fueron ejecutados como traidores siendo ahorcados, arrastrados y descuartizados en el bloque de carnicero, el cual ya había sido colocado unos días antes para la ejecución de Guy Fawkes y de varios otros conspiradores de Londres.
También hay indicios de que Wolverhampton pudo haber sido el primer sitio donde se utilizó la máquina de Newcomen en 1712.
Se sabe que la joven princesa Alexandrina Victoria de Kent, más tarde conocida como reina Victoria, visitó la ciudad alrededor de 1830 y la describió como una ciudad "grande y sucia", pero también una que la recibió "con gran placer y cordialidad". Durante la época victoriana, Wolverhampton se convirtió en una ciudad rica gracias al gran aumento de la industria debido a la abundancia de minas de carbón y hierro.

## Deporte

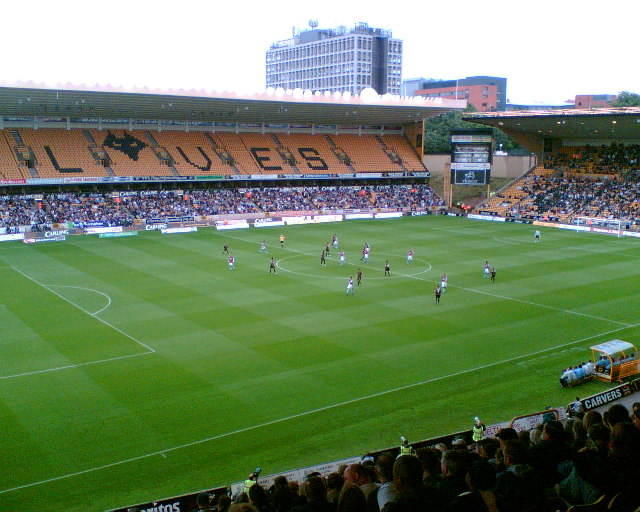
Molineux Stadium.

Wolverhampton tiene un equipo de fútbol, el Wolverhampton Wanderers Football Club, equipo que actualmente participa en la Premier League. Su campo es el Molineux Stadium